# Fargès (acteur)
Pour les articles homonymes, voir Chemin (homonymie) et Farges.
Fargès (né Marc Chemin à Paris en 1740 et mort à Moulins le 14 août 1785) est un acteur français.
Comédien à Besançon en 1764, il y épouse Marie-Anne Barry, qui ne semble pas avoir été actrice. En 1769 il joue à Nancy, puis débute au Théâtre-Italien de Paris le 27 décembre 1769. En 1772, il est engagé au Théâtre de la Monnaie à Bruxelles, où joue son cousin Grandmesnil. Fargès joue les premiers rôles. Après deux saisons, il part jouer à La Haye, puis à Marseille en 1776. On le retrouve encore à Saint-Quentin en 1784.
Il meurt à Moulins en 1785.